# Projet Mishna
 (mai 2020).
Si vous disposez d'ouvrages ou d'articles de référence ou si vous connaissez des sites web de qualité traitant du thème abordé ici, merci de compléter l'article en donnant les références utiles à sa vérifiabilité et en les liant à la section « Notes et références ».
La Mishnah (משנה en hébreu, « répétition ») est la première et la plus importante des sources rabbiniques obtenues par compilation écrite des lois orales juives. Elle est considérée comme étant le premier ouvrage de littérature rabbinique.

## Introduction au Projet Mishnah
Le Projet Mishnah, Open Mishnah Project en anglais, est un projet dont l'objectif est la diffusion libre et internationale de ce texte, qui n'est actuellement disponible sous cette forme libre d'accès à tout public que dans sa version hébraïque et, de façon moins complète, dans sa version anglophone, ainsi que, de façon encore extrêmement limitée, en version francophone. Le Mishnah Project vise par conséquent à fédérer les contributions internationales dans le but de traduire la Mishnah dans un nombre de langues aussi important que possible. Il est, de ce fait, en recherche constante de participants à ces traductions.

## Liens surWikisource
- Projet Mishna francophone
- Open Mishnah Project anglophone
- פרויקט המשנה הפתוחה בעברית : Projet Mishnah hébraïque